# Discogs
Discogs（Discographies的简写）是一个专门收集音乐音频文件的网站和资源众包数据库，资源包括商业发布的、促销、盗版和没标签的各种音乐文件。Discogs服务器现在托管在域名discogs.com下，该域名为位于美国俄勒冈州波特兰市的Zink Media公司所拥有。网站上列出了各种流派和格式的音乐音频，还是知名度网上最大的电子音乐数据库和黑胶唱片数据库。Discogs现拥有超过8百万的发行专辑，接近490万音乐艺术家，超过1百万間唱片公司，由346,000贡献者提供服务，这些数字还在增长因为不断有用户向网站添加新的或之前未列入的音乐专辑。